# 母趾球

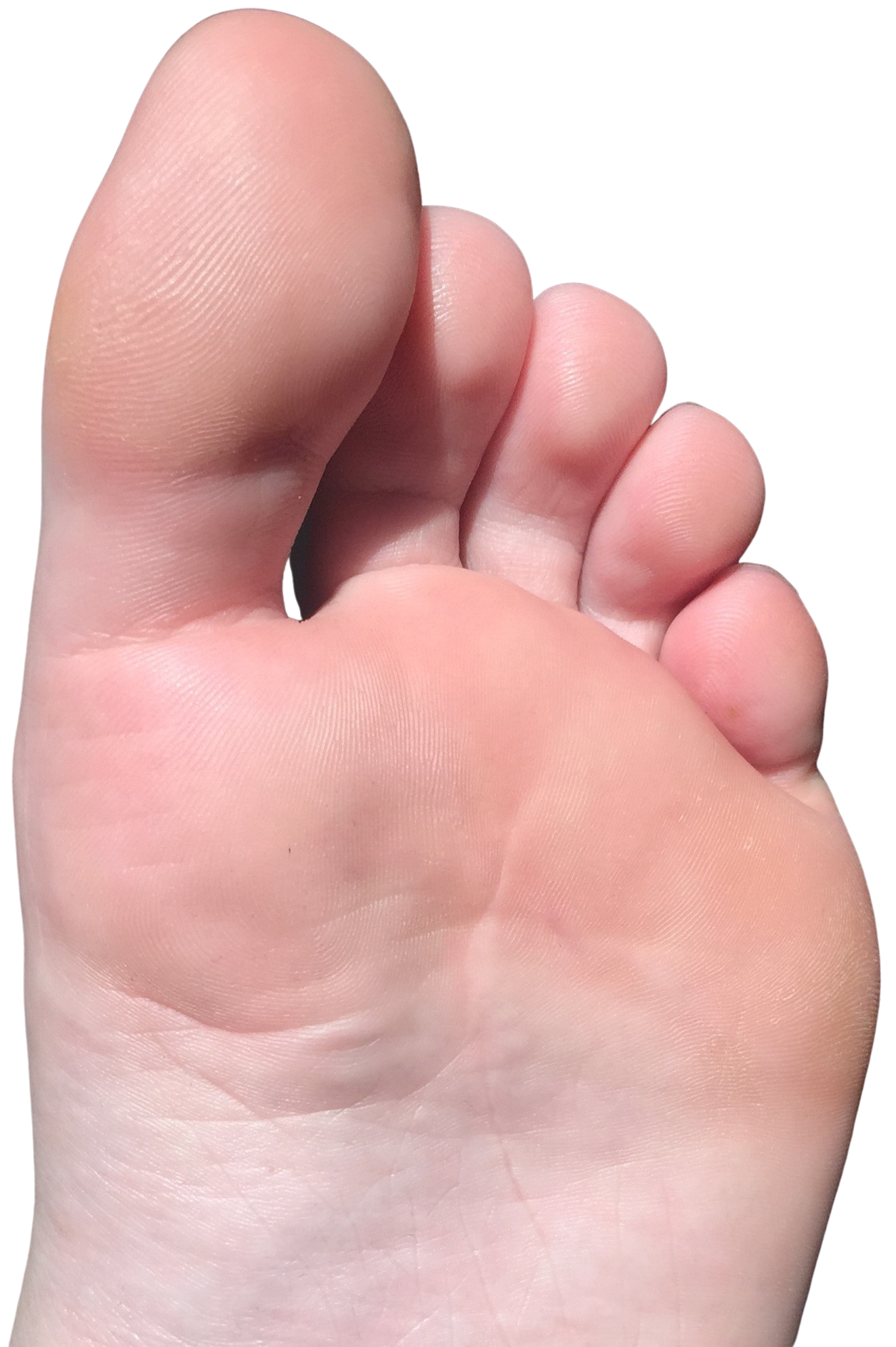
拇指球

拇指球（母指球、拇趾球、ぼしきゅう）は、特に足の裏の親指の付け根にあるふくらみであり、指球（趾球）の1つ。ボールとも言われる。内部には種子骨が通常2つあり、衝撃を吸収する働きがある。また、拇指球には指紋のようなものが見られる。
歩行時や走る時、ジャンプの時などに体重が乗り、地面を蹴る部分である。また自転車や自動車、ピアノなどのペダルを踏むポイントとも言われる。ところで、ヒトの新生児に見られる足底把握反射とは、足底部を圧迫すると、その刺激が脊髄へと入り、
足底全体が屈曲し、まるで足の裏側で物を把握するつもりであるかのように見える反射である。
この反射は、足底の中でも、特に拇指球を圧迫すると顕著に見られることが知られている。